# Sedlo v Stenách

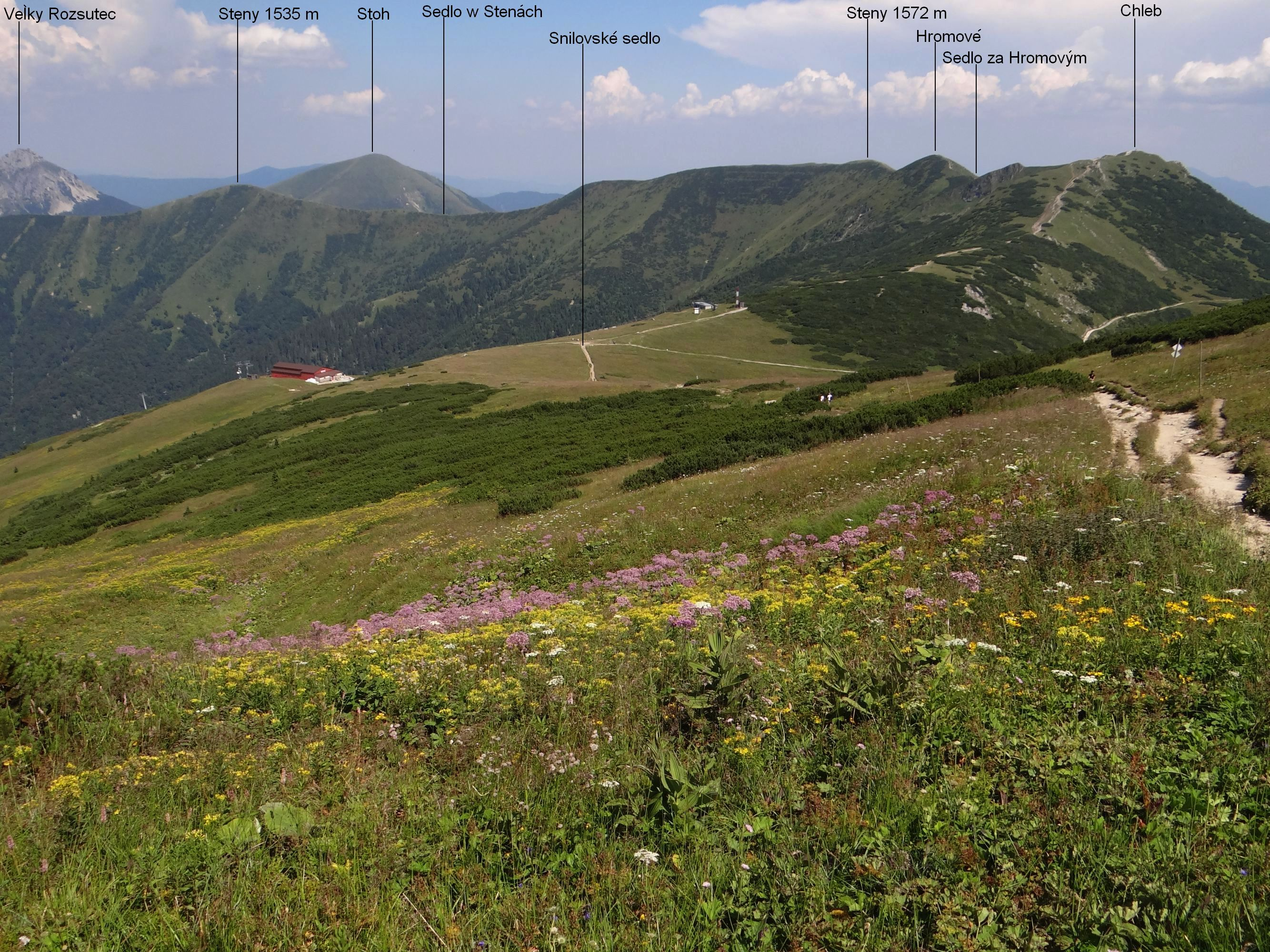
Sedlo v Stenách od Velkého Kriváně

Sedlo v Stenách (1480 m n. m.) je sedlo v Malé Fatře na Slovensku. Jedná se o široké a mělké sedlo v hlavním hřebeni kriváňské části pohoří mezi jižním (1572 m) a severním (1535 m) vrcholem Sten. Západní svahy spadají strmě do Vrátné doliny (rozkládá se zde NPR Chleb), východní do závěru Šútovské doliny (NPR Šútovská dolina). Celý hřeben Sten je travnatý nad horní hranicí lesa a poskytuje dobré výhledy na všechny strany.

## Přístup
- po červené  značce z vrcholu Poludňový grúň
- po červené  značce ze Sedla za Hromovým